# M. S. Narasimhan

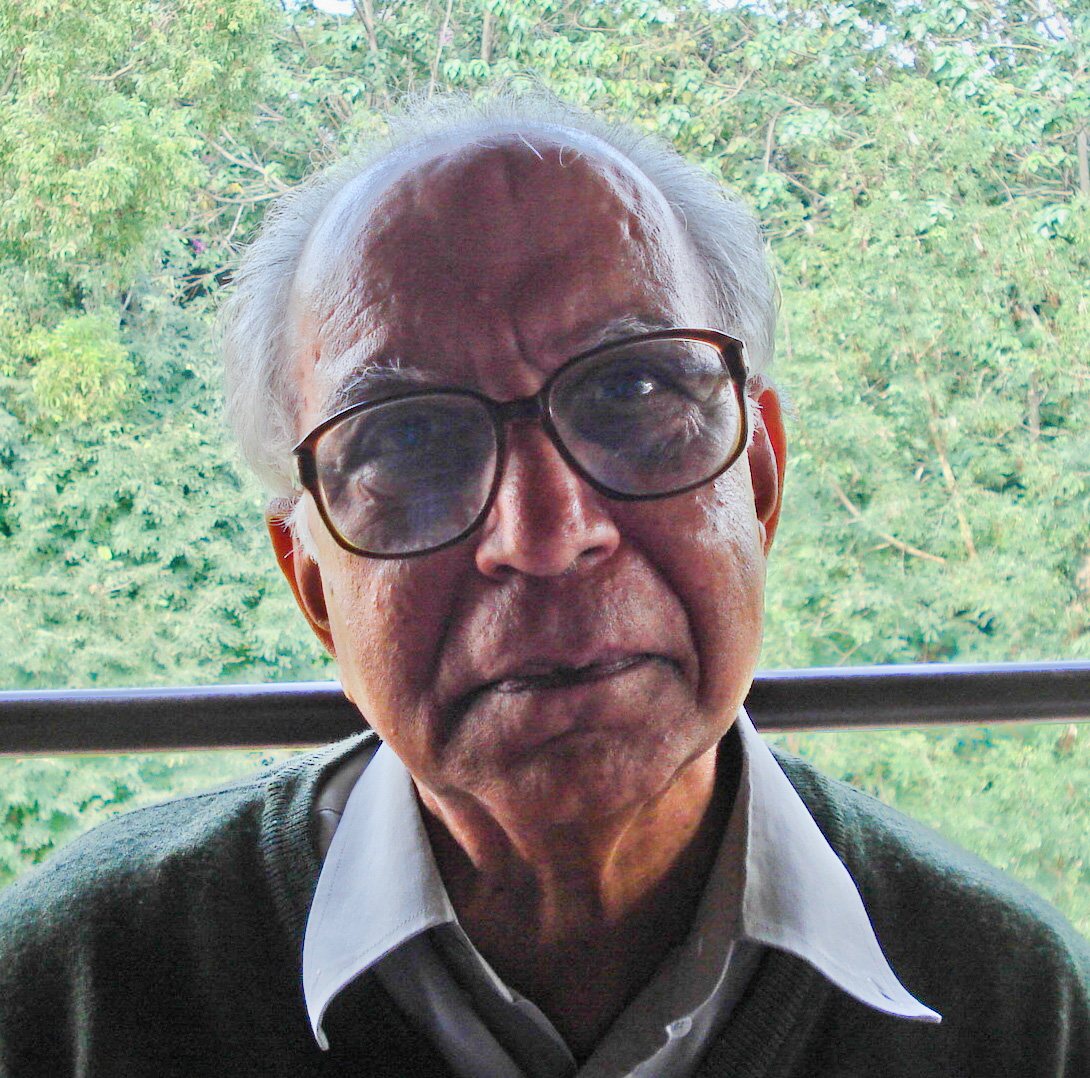
M. S. Narasimhan (2010)

M. S. Narasimhan (Mudumbai Seshachalu Narasimhan, Tamil எம்.எஸ்.நரசிம்மன்; * 7. Juni 1932 in Thandara, Tamil Nadu; † 16. Mai 2021) war ein indischer Mathematiker, der sich mit Funktionentheorie, Differentialgeometrie, mathematischer Physik und algebraischer Geometrie beschäftigte.
Narasimhan wuchs auf dem Land auf und studierte am Loyola College in Madras, wo er vom Jesuitenpater Charles Racine, einem Schüler von Jacques Hadamard und Élie Cartan, unterrichtet wurde, und am Tata Institute of Fundamental Research in Mumbai (Bombay). 1959 wurde er an der Universität Bombay bei K. Chandrasekharan promoviert. Danach war er ab Mitte der 1960er Jahre Professor am Tata Institut. 1968/69 war er am Institute for Advanced Study in Princeton. 1992 bis 1999 war er Leiter der mathematischen Abteilung am „Abdus Salam International Centre for Theoretical Physics“ in Triest. Er war auch Präsident der Commission for Development and Exchange der International Mathematical Union und erster Vorsitzender des indischen National Board for Higher Mathematics. Er war Gastprofessor unter anderem in Kaiserslautern und Japan.
Narasimhan ist vor allem für seine Arbeiten über die Modulräume holomorpher Vektorbündel auf projektiven Mannigfaltigkeiten bekannt. Mit C. S. Seshadri charakterisierte er die stabilen Vektorbündel auf algebraischen Kurven (Riemannschen Flächen) durch unitäre Darstellungen bestimmter diskreter Gruppen. Mit S. Ramanan untersuchte er die Singularitäten der Modulräume der Vektorbündel auf algebraischen Kurven und deren Auflösung (für kleinen Rang). Seine Arbeit Existence of universal connections mit Ramanan hat auch Anwendungen in der theoretischen Physik (Eichtheorien, Chern-Simons-Theorie).
Narasimhan war Fellow der Royal Society, Mitglied der indischen Akademie der Wissenschaften und Ehrenmitglied des Tata Instituts. 1975 erhielt er den Shanti Swarup Bhatnagar Prize, 1987 den Third World Academy Award for Mathematics, 1990 den Orden Padma Bhushan und 2006 mit Simon Donaldson den King Faisal International Prize for Science. 1970 war er Invited Speaker auf dem Internationalen Mathematikerkongress in Nizza (Geometry of moduli spaces of vector bundles).
Zu seinen Doktoranden zählen S. Ramanan, M. S. Raghunathan, T. R. Ramadas und Vijay Kumar Patodi.
Er sollte nicht mit dem Mathematiker Raghavan Narasimhan verwechselt werden, der sich ebenfalls mit Funktionentheorie beschäftigte.

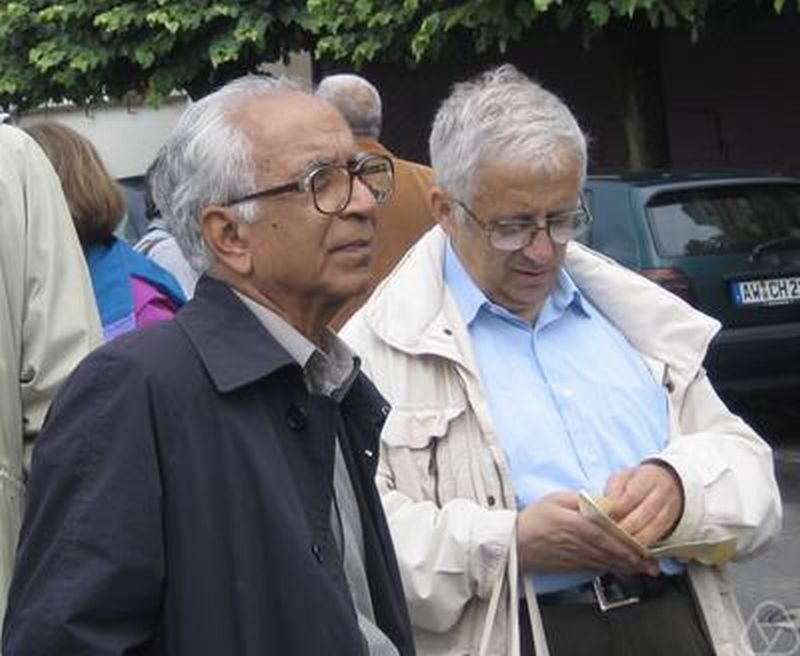
M. S. Narasimhan (links) mit Grigori Margulis, 2007

## Schriften
- Collected Papers; zwei Bände; New Delhi 2007 (Inhalt siehe: ).
- mit C. S. Seshadri: Stable and unitary vector bundles on a compact Riemann surface. Annals of Mathematics Bd. 82, 1965, S. 540–567.
- mit S. Ramanan: Existence of universal connections. American Journal of Mathematics, Band 83, 1961, S. 563–572.

Zu den Arbeiten mit Ramanan über Vektorraumbündel siehe S. Ramanan.